# Les Sauveurs de l'espace
Les Sauveurs de l'espace (Space Warriors) est un téléfilm américain réalisé par Sean McNamara, et diffusé le 31 mai 2013 sur Hallmark Channel et en France le 15 novembre 2013 sur Gulli.

## Synopsis
Jimmy Hawkins a toujours rêvé de voyager dans l'espace. Fils d'un astronaute de la NASA à la retraite qui a vécu sur la Station spatiale internationale, Jimmy a vécu et respiré l'astrophysique toute sa vie.
Lorsque l'occasion se présente pour participer à un concours et gagner une place dans la prochaine navette spatiale, Jimmy veut désespérément y participer. Mais les parents de Jimmy, le capitaine Andy Hawkins et Sally Hawkins ont de fortes réserves au sujet du fait que leur fils veuille devenir astronaute.
Jimmy, sachant ses parents ne voulaient pas qu'il aille, s'applique secrètement à participer à un camp d'espace spécial au Space and Rocket Centre. Le camp d'été, géré par le dur mais bienveillant ancien astronaute, le colonel Roy Manley est conçu pour rassembler les adolescents avec des spécialités scientifiques du monde entier pour créer une équipe d'élite, les Warriors. Cette équipe se battra pour la chance de gagner une place dans la prochaine navette dans l'espace. Ensemble, ils testent leurs compétences contre une forte équipe, les Titans. Durant la compétition, Jimmy tombe aussi amoureux de la belle et talentueuse pilote, Lacey. Vers la fin de la compétition, il y a une crise urgente à bord de la Station spatiale internationale. Lorsque le représentant de la NASA de haut rang, le commandant Phillips, a épuisé toutes les options, il devient clair que ce sera à ces enfants de résoudre le problème et sauver la vie des astronautes et cosmonautes qui sont au-dessus de leur têtes. Grâce à leurs compétences et capacités à travailler en équipe, ce groupe d'enfants élabore un plan brillant qui pourrait bien sauver ces gens.

## Fiche technique
- Titre original : Space Warriors
- Réalisateur : Sean McNamara
- Scénario : Jeff Phillips
- Photographie : Robert Hayes
- Musique : Larry Brown
- Durée : 93 minutes
- Pays :  États-Unis

## Distribution
- Dermot Mulroney (VF : Yann Pichon) : Andy Hawkins
- Thomas Horn (en) (VF : Adrien Solis) : Jimmy Hawkins
- Mira Sorvino (VF : Sophie Planet) : Sally Hawkins
- Danny Glover (VF : Antoine Tomé) : le commandant Phillips
- Josh Lucas (VF : Christophe Seugnet) : Roy Manley
- Booboo Stewart : Conway
- Ryan Simpkins (VF : Marie Nonnenmacher) : Lacey Myers
- Grayson Russell (VF : Fabien Kolb (pseudo)) : Russell « Rusty » Riggs
- Savannah Jayde (VF : Nayéli Forest) : Dani
- Sean McNamara : le directeur